# Dumalneg
Dumalneg ist eine Stadtgemeinde in der philippinischen Provinz Ilocos Norte. Im Jahre 2015 lebten in dem 88,48 km² großen Gebiet 2947 Einwohner, wodurch sich eine Bevölkerungsdichte von 33 Einwohnern pro km² ergibt. Dumalneg ist nur in ein Baranggay aufgeteilt. Das Gebiet ist sehr bergig und schwer zu bewirtschaften. Mehrere Flüsse und Bäche fließen durch das Gebiet und bilden viele kleine Täler.